# 코티지 정원

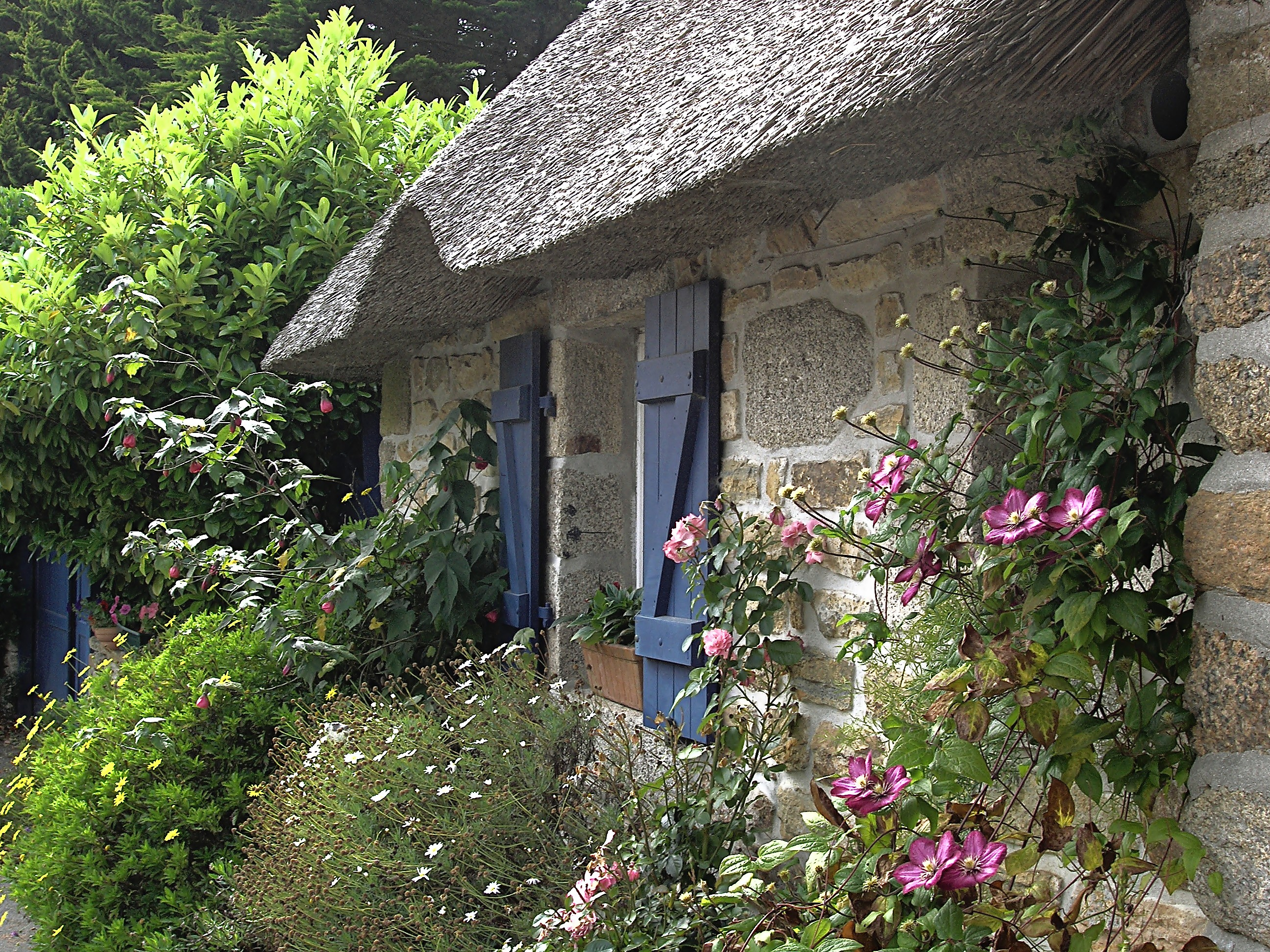
브르타뉴반도의 한 코티지 정원. 장미, 으아리속이 보인다.

코티지 정원 또는 코티지 가든(cottage garden)은 비공식적 디자인, 전통적인 재료, 빽빽한 식재, 관상용 식물과 식용 식물의 혼합을 사용하는 독특한 스타일이다. 원래 영어는 웅장함과 형식적인 구조보다는 우아함과 매력에 달려 있다. 오두막집(코티지, cottage)과 연결된 집처럼 기능적인 정원은 수 세기 전으로 거슬러 올라가지만 형식적인 디자인과 온실 연간 식물의 대량 재배를 통해 보다 구조화되고 엄격하게 유지 관리된 사유지 정원에 대한 반응으로 양식화된 재창조는 1870년대 영국에서 일어났다.
최초의 코티지 정원은 야채와 허브, 과일 나무, 아마도 벌집, 심지어 가축에 중점을 두어 오늘날보다 더 실용적이었다. 공간을 채우는 데 사용되는 꽃은 점차 더 지배적이 되었다. 전통적인 오두막 정원은 일반적으로 장미꽃 나무로 둘러싸인 출입구로 둘러싸여 있었다. 초기 코티지 정원에 흔히 볼 수 있는 꽃에는 앵초, 제비꽃과 같은 전통적인 꽃집 꽃과 금송화 및 다양한 허브와 같은 가정용 꽃이 포함되었다. 그 밖에도 1년에 한 번 피는 향긋한 구식 장미와 데이지 같은 소박한 꽃도 있었다. 시간이 지나면서 일부 대규모 사유지 정원에도 코티지 정원 구역이 추가되었다.
현대식 코티지 정원에는 셀 수 없이 많은 지역적, 개인적 변형이 포함되어 있으며 시골 정원에서는 볼 수 없는 관상용 잔디나 자생 식물과 같은 식물 재료를 포함한다. 풍부한 향기와 무성한 잎을 지닌 전통적인 장미는 전통적인 특성을 유지하는 현대적인 질병 저항성 품종과 함께 계속해서 코티지 정원의 중심이 되고 있다. 전통적이든 현대적 잡종이든 비공식적인 덩굴 식물도 흔히 볼 수 있으며, 자가 파종 일년생 식물과 자유롭게 퍼지는 다년생 식물도 전통적인 코티지 정원에서 선호된다.

## 같이 보기
- 정원 디자인
- 조경의 역사
- 조경